# Miyabea rotundifolia
Miyabea rotundifolia är en bladmossart som beskrevs av Jules Cardot 1909. Miyabea rotundifolia ingår i släktet Miyabea och familjen Thuidiaceae. Inga underarter finns listade i Catalogue of Life.